# 안현 분기점
안현 분기점(鞍峴分岐點, Anhyeon Junction, 안현JC)은 경기도 시흥시 안현동과 계수동, 그리고 과림동에 걸쳐 설치된 수도권제1순환고속도로와 제2경인고속도로가 만나는 분기점이다.
본래 1991년 제2경인고속도로 건설 계획 당시에 안현 나들목이라는 가칭으로 나들목 건설 계획이 있었으나 수도권제1순환고속도로 건설 계획 발표에 따라 안현 나들목 건설 계획을 폐기하고 지금과 같은 분기점으로 바뀌게 되었다. 수도권제1순환고속도로 건설 당시 가칭은 양지 분기점이었다.

## 연혁
- 1991년 3월 22일 : 나들목 신설을 위해 반월도시계획시설 교통광장에 시흥시 안현동 일대를 안현 나들목으로 고시[1]
- 1992년 8월 20일 : 분기점 신설을 위해 기존 안현 나들목 건설 계획을 변경해 반월도시계획시설 교통광장에 시흥시 안현동, 계수동 일대를 양지 분기점으로 고시[2]
- 1998년 4월 11일 : 1999년 12월까지 분기점 개량을 위해 시흥시 도시계획시설 교통광장 변경[3]
- 1999년 11월 26일 : 서울외곽순환고속도로 산본 ~ 장수 구간 개통에 따라 영업 개시[4]

## 구조물 정보
- 위치: 경기도 시흥시 안현동, 계수동, 과림동

## 접속하는 노선

### 고양・성남방면
- 수도권제1순환고속도로 (28번)

### 인천・성남방면
- 제2경인고속도로 (11번)